# Tatjana (opera)
Kukuschka (1896), mer känd i den reviderade versionen som Tatjana (1906), är en opera i tre akter med musik av Franz Lehár. Texten skrevs av Felix Falzari efter den amerikanske journalisten och forskningsresanden George Kennans böcker om sina sex år i Sibirien, däribland Siberia and the Exile System (1891). Kukuška är det ryska ordet för gök.
Kukuška, en opera i tre akter, hade premiär den 27 november 1896 på Leipzig Stadttheater. Den reviderade versionen, Tatjana, med ändringar i librettot av Max Kalbeck, hade premiär den 10 februari 1905 i Brno på den tyska Brünn Stadttheater.

## Personer
- Sergei - Bas
- Tatjana - Sopran
- Alexis - Tenor
- Sasha - Baryton
- Djerid - Basbaryton
- Nikolajev - Basbaryton
- Pimen - Baryton
- Punin- Baryton
- Raisa - Mezzosopran
- Starost von Uslon - Bas
- Katinka - Sopran
- Wjera - Sopran
- Wassilij - Tenor
- Nikuska - Tenor
- Wladimir - Baryton
- Dimitrij - Baryton
- Iwan - Baryton

## Handling
Tatjana, dotter till en fiskare på Volga, älskas av soldaten Alexis. Han försvara henne mot tjerkessen Sascha som också vill ha henne. Han försvarar även henne fader när denne anklagas av byborna för trolldom. I och med detta slår han ned byäldsten och förvisas till Sibiriens guldgruvor. Här möter Alexis åter Sasha som försöker döda honom, men Alexis besegrar Sasha och skonar honom. Som tack hjälper Sasha honom att fly. Tatjana dyker upp, i trasor och utmattad. Hon följer med Alexis över stäppen där de båda dör i en snöstorm.

## Musiknummer
Förspel till akt I
Heda! Zurück von dart! (Alexis)
Was suchst Du hier? (Alexis)
Macht keinen solchen Lärm (Sergej) 
Halloh! Nikuska, höher hinauf! (Dimitrij) 
Den traf ich gut! (Sergei)
Ein Windstoss war's (Alexis)
Förspel till act II 
Springe mein Ross, spring zu! (Sasha)
Da seht nur, welchen Schatz ich bring (Pimen)
Es ist Alexis! (Pimen)
Genug! Jetzt geht an eure Arbeit (Pimen)
Förspel till akt III
Seid Alle willkommen uns! (Byns män & kvinnor) 
Die Ärmsten! welch weiten Weg sindsiegegangen (Raisa)
Hier ist mein Haus, hier kannst du bleiben (Nikolajew)
Zufall gab mein Leben in seine Hand (Sasha) 
Mellanspel
Ich komm' nicht welter (Alexis)   